# Celastrina albocoeruloides
Celastrina albocoeruloides är en fjärilsart som beskrevs av Chapman. Celastrina albocoeruloides ingår i släktet Celastrina och familjen juvelvingar. Inga underarter finns listade i Catalogue of Life.